# San Pellegrino in Alpe
San Pellegrino in Alpe è una località dell'Appennino tosco-emiliano a 1525 m s.l.m.
Parte del suo territorio è frazione di Frassinoro, comune della provincia emiliana di Modena, e parte lo è di Castiglione di Garfagnana, appartenente alla provincia toscana di Lucca.
La frazione facente capo a Frassinoro costituisce un'exclave dell'Emilia-Romagna, in quanto completamente circondata dalla Toscana e separata territorialmente dalla regione d'appartenenza.

## Geografia fisica

### Territorio
È raggiungibile dall'Emilia-Romagna attraverso il Passo delle Radici, 1529 m s.l.m., e dalla Toscana tramite la strada provinciale che sale in maniera molto ripida dalla Garfagnana: si tratta della più elevata località permanentemente abitata dell'Appennino che non sia sede comunale, adagiato su uno dei versanti dell'Alpe di San Pellegrino (1701 m s.l.m.), facilmente raggiungibile dal paese tramite sentieri escursionistici

## Storia
Il valico appenninico delle Radici, tra la valle del Serchio e quella della Secchia, fu certamente importante e frequentato in epoche antichissime e divenne, durante il medioevo, luogo di transito di mercanti, pellegrini ed eserciti. A poca distanza dal passo sorse un ospitale per pellegrini e una chiesa legata al culto degli eremiti Pellegrino e Bianco. Pellegrino, tradizionalmente ritenuto figlio di un re scozzese, sarebbe vissuto per anni in preghiera sulle selvagge montagne circostanti e la sua presenza è legata, oltre che alla devozione popolare, a varie storie e leggende. In verità Pellegrino e Bianco non sono mai stati ufficialmente canonizzati.
Il valico venne lungamente conteso fra lucchesi, modenesi e reggiani, ma nel basso medioevo furono i lucchesi a prevalere, per cui l'ospitale e la chiesa entrarono definitivamente nel territorio della diocesi (vedi Arcidiocesi di Lucca) e della Repubblica di Lucca. Dopo il 1430 i duchi estensi di Modena e Ferrara, approfittando dello stato di guerra fra lucchesi e fiorentini, penetrarono con loro truppe nella valle del Serchio ottenendo, soprattutto grazie ad un'accorta azione diplomatica, la devozione di molti centri abitati della Garfagnana. Nel 1433 l'ospedale di San Pellegrino e la chiesa furono concessi dall'imperatore agli Este di Modena, con le successive investiture imperiali che ne confermano il possesso (1509, 1526, 1535).
La Repubblica di Lucca però, grazie all'alleanza con Genova e con Milano e in virtù della vittoriosa battaglia del Serchio, mantenne la sua indipendenza e cercò subito di riconquistare la Garfagnana. Alla fine di varie guerre gli Estensi mantennero il controllo di buona parte dell'alta val di Serchio, ma i lucchesi rimasero in possesso di alcune vicarie di grande importanza strategica ed economica. Una di queste vicarie lucchesi era quella di Castiglione di Garfagnana, incentrata sul capoluogo dotato di imponenti fortificazioni, ma comprendente vari villaggi, i passi appenninici e appunto la località di San Pellegrino in Alpe. Il Duca di Modena cercò dunque di contrastare in ogni modo il controllo lucchese della principale strada che andava dalla Lombardia verso il Serchio e ottenne di poter stanziare un presidio di soldati presso le scuderie poste di fronte alla chiesa di San Pellegrino. Le case oggi exclave del comune di Frassinoro (in gran parte poste sul lato Nord orientale della piazzetta del paese) corrispondono proprio all'alloggiamento di quei soldati e alle loro scuderie. Perfino la chiesa dei santi, importantissima per i pellegrinaggi che attirava, venne divisa tra i due Stati, anche se dal punto di vista ecclesiastico continuò a dipendere dall'arcivescovo di Lucca.
Un momento di grande importanza per San Pellegrino fu la costruzione della via Vandelli, fra il 1740 e il 1750. Il Duca di Modena non intendeva infatti far passare la nuova strada presso le mura di Castiglione e chiese dunque alla Repubblica di Lucca di poter attraversare l'Alpe di San Pellegrino, da cui la strada sarebbe scesa, parte in territorio lucchese, verso Pieve Fosciana. Lucca comprendeva che un tracciato del genere avrebbe potuto danneggiare i commerci di Castiglione, ma era anche cosciente dei vantaggi derivanti dall'apertura di una via tra il mar Ligure e la pianura padana. Dopo lunghe trattative i lucchesi autorizzarono la costruzione della strada che passava per il paesino di Chiozza (dipendente da Lucca) e per i boschi di Roncagliana (amministrativamente lucchesi, ma soggetti a diritti di legnatico da parte dei sudditi estensi).
In verità la via Vandelli, importantissima sul piano storico, non riuscì a soppiantare quella diretta su Castiglione, e ciò a causa delle troppo elevate pendenze che ne resero complicata, specie sul versante apuano, la manutenzione. Il tratto apuano, dopo pochi anni, divenne impraticabile ai carri e si ridusse ad un'ampia mulattiera. Con il XIX secolo la costruzione delle strade Giardini Ximenes (dell'Abetone), della Foce a Giovo e delle Radici, San Pellegrino perse completamente importanza come valico, ma rimase una meta importantissima di pellegrinaggio estivo, specie per le popolazioni della Val di Serchio e del Modenese.
Una delle più famose leggende legate all'Alpe di San Pellegrino è quella del Giro del Diavolo; si narra che San Pellegrino delle Alpi, tentato dal Diavolo, dopo aver perso la pazienza, gli sferrò un tremendo schiaffo, facendogli attraversare l'intera valle, fino a farlo sbattere contro le Alpi Apuane. Queste vennero oltrepassate e bucate dal corpo del Diavolo, lasciando come traccia il Monte Forato (1234 m s.l.m.), un arco naturale di pietra lungo 15 m ed alto 12 m visibile, per l'appunto, da San Pellegrino in Alpe. Vicino all'abitato di San Pellegrino esiste il luogo detto Giro del Diavolo ed i pellegrini usano raggiungerlo portando una pietra che viene poi lasciata sul posto.

## Monumenti e luoghi d'interesse
- Santuario dei Santi Pellegrino e Bianco, nucleo della località, fu menzionato per la prima volta in un documento del 1110 sebbene la sua origine sia probabilmente precedente. Importante luogo di culto a cavallo, nonché ospitale per viandanti e pellegrini lungo la strada tra la Toscana e l'Emilia, fu a lungo conteso. Fu ricostruito nella seconda metà del XV secolo. Al suo interno riposano le spoglie dei santi Pellegrino delle Alpi e Bianco.

## Cultura

### Istruzione

#### Musei
- Museo Etnografico "Don Lorenzo Pellegrini"

## Sport

### Ciclismo
La salita di San Pellegrino in Alpe, lato toscano, presenta tratti estremamente difficili con punte di pendenza al 18% rendendola una delle salite più difficili dell'intero Appennino ed è stata più volte affrontata al Giro d'Italia nelle edizioni 1989, 1995, 2000, 2025.
| Anno | Tappa                                 | Vincitore di tappa   | Maglia Rosa          | Primo in vetta       |
| ---- | ------------------------------------- | -------------------- | -------------------- | -------------------- |
| 1989 | 21ª: La Spezia > Prato                | Gianni Bugno         | Laurent Fignon       | Claude Criquiélion   |
| 1995 | 11ª: Pietrasanta > Il Ciocco          | Enrico Zaina         | Tony Rominger        | Enrico Zaina         |
| 2000 | 9ª: Prato > Abetone                   | Francesco Casagrande | Francesco Casagrande | Francesco Casagrande |
| 2025 | 11ª: Viareggio > Castelnovo ne' Monti | Richard Carapaz      | Isaac Del Toro       | Lorenzo Fortunato    |